# Street Scene
Street Scene is een Amerikaanse dramafilm uit 1931 onder regie van King Vidor. Destijds werd de film uitgebracht onder de titel Amerika van heden.

## Verhaal
De Maurrants leven in de krottenwijken van New York. In de buurt wordt er geroddeld dat Anna Maurrant een  affaire heeft met Steve Sankey. Haar man Frank is intussen ook gaan geloven dat er iets gaande is en tracht hen op heterdaad te betrappen. Hij doet alsof hij voor zijn werk naar Connecticut moet en wacht totdat hij Sankey zijn huis ziet binnengaan. Daarna hoort de buurt gegil en pistoolschoten.

## Rolverdeling
| Acteur              | Personage             |
| ------------------- | --------------------- |
| Sylvia Sidney       | Rose Maurrant         |
| William Collier jr. | Sam Kaplan            |
| Estelle Taylor      | Anna Maurrant         |
| Beulah Bondi        | Emma Jones            |
| David Landau        | Frank Maurrant        |
| Matt McHugh         | Vincent Jones         |
| Russell Hopton      | Steve Sankey          |
| Greta Granstedt     | Mae Jones             |
| Eleanor Wesselhoeft | Marguerite Fiorentino |
| Allen Fox           | Dick McGann           |
| Nora Cecil          | Alice Simpson         |